# Republika Zielonego Przylądka na Letnich Igrzyskach Olimpijskich 2024
Republika Zielonego Przylądka na Letnich Igrzyskach Olimpijskich 2024 – występ kadry sportowców reprezentujących Republikę Zielonego Przylądka na Letnich Igrzyskach Olimpijskich 2024, które odbyły się w dniach 26 lipca - 11 sierpnia w Paryżu. W zmaganiach wzięło udział 7 sportowców – 4 mężczyzn i 3 kobiety. Był to ósmy występ reprezentacji tego państwa na letnich igrzyskach olimpijskich.

## Zdobyte medale
Kabowerdeńczycy zdobyli jeden medal – brąz boksera Davida de Piny. Był to pierwszy w historii medal olimpijski dla Republiki Zielonego Przylądka i najlepszy wynik w dotychczasowej historii startów tego państwa na letnich igrzyskach olimpijskich.
| Medal | Zawodnik      | Dyscyplina | Konkurencja  | Data       |
| ----- | ------------- | ---------- | ------------ | ---------- |
| Brąz  | David de Pina | Boks       | do 51 kg (m) | 4 sierpnia |

## Skład reprezentacji

### Boks
| Zawodnik        | Konkurencja  | 1/8 finału       | Ćwierćfinał      | Półfinał         | Finał            | Pozycja | Źródła |
| Zawodnik        | Konkurencja  | Przeciwnik Wynik | Przeciwnik Wynik | Przeciwnik Wynik | Przeciwnik Wynik | Pozycja | Źródła |
| --------------- | ------------ | ---------------- | ---------------- | ---------------- | ---------------- | ------- | ------ |
| David de Pina   | do 51 kg (m) | Panmot W 4-1     | Chinyemba W 5-0  | Dusmatov P 0-5   | NQ               | brąz    | [ 2 ]  |
| Ivanusa Moreira | do 66 kg (k) | P 2-3            | NQ               | NQ               | NQ               | 9.      | [ 3 ]  |

### Judo
| Zawodnik      | Konkurencja  | 1/16             | 1/8              | Ćwierćfinał      | Półfinał         | Finał/BM         | Pozycja | Źródła |
| Zawodnik      | Konkurencja  | Przeciwnik Wynik | Przeciwnik Wynik | Przeciwnik Wynik | Przeciwnik Wynik | Przeciwnik Wynik | Pozycja | Źródła |
| ------------- | ------------ | ---------------- | ---------------- | ---------------- | ---------------- | ---------------- | ------- | ------ |
| Djamila Silva | do 52 kg (k) | Pimenta P 0-10   | NQ               | NQ               | NQ               | NQ               | 17.     | [ 4 ]  |

### Lekkoatletyka
| Zawodnik      | Konkurencja | Czas    | Pozycja | Źródło |
| ------------- | ----------- | ------- | ------- | ------ |
| Samuel Freire | maraton (m) | 2:15,05 | 56.     | [ 5 ]  |

### Pływanie
| Zawodnik   | Konkurencja               | Eliminacje | Eliminacje | Półfinał | Półfinał | Finał | Finał   | Źródła |
| Zawodnik   | Konkurencja               | Czas       | Pozycja    | Czas     | Pozycja  | Czas  | Pozycja | Źródła |
| ---------- | ------------------------- | ---------- | ---------- | -------- | -------- | ----- | ------- | ------ |
| Jayla Pina | 200 m stylem zmiennym (k) | 2:24,51    | 33.        | NQ       | NQ       | NQ    | NQ      | [ 6 ]  |
| Jose Tati  | 50 m stylem dowolym (m)   | 26,66      | 59.        | NQ       | NQ       | NQ    | NQ      | [ 7 ]  |

### Szermierka
| Zawodnik                   | Konkurencja              | 1/32 finału      | 1/8 finału       | Ćwierćfinał      | Półfinał         | Finał/o 3. miejsce | Pozycja | Źródła |
| Zawodnik                   | Konkurencja              | Przeciwnik Wynik | Przeciwnik Wynik | Przeciwnik Wynik | Przeciwnik Wynik | Przeciwnik Wynik   | Pozycja | Źródła |
| -------------------------- | ------------------------ | ---------------- | ---------------- | ---------------- | ---------------- | ------------------ | ------- | ------ |
| Victor Alvares de Oliveira | floret indywidualnie (m) | Gu P 9-15        | NQ               | NQ               | NQ               | NQ                 | 33.     | [ 8 ]  |